# Il diavolo nel cervello
Il diavolo nel cervello è un film del 1972 diretto da Sergio Sollima.

## Trama
Oscar, dopo un periodo di lontananza, torna per cercare la giovane Sandra Garces, sua vecchia fiamma. Scopre così che viene tenuta segregata nella villa di famiglia, in stato di infermità mentale. Fiutando qualcosa di poco chiaro, chiede aiuto a un suo amico psichiatra, il dottor Bontempi, per appurare la verità. Il dottore scopre che il piccolo Ricky, figlio di Sandra, ha ucciso il padre Fabrizio, con cui Oscar era stato molto amico. Per evitare lo scandalo, il bambino è poi stato rinchiuso in un riformatorio gestito dalle suore.
Facendogli visita, Bontempi si convince che Ricky non è affetto da alcun problema psichico e che non può essere l'omicida. Con Oscar si reca nell'ormai abbandonata villa in cui era avvenuto il misfatto, e interroga i conoscenti della famiglia. I due giungono così alla conclusione che Fabrizio è morto accidentalmente, nel tentativo di uccidere Sandra e impadronirsi della sua cospicua fortuna. Sandra, intanto, si lascia andare alla passione con Oscar, ma pian piano comincia a ricordare qualcosa del traumatico episodio, fino a quel momento completamente rimosso.
Ricorda che al momento dell'omicidio si trovava fuori casa, e che rientrando in villa aveva rinvenuto il cadavere del marito, vicino al piccolo Ricky che teneva una pistola in mano. Ricorda anche che un uomo stava scappando dietro le tende della stanza e lo identifica: è Oscar. Questi si avventa su lei, rivelandole di aver agito per amore, in quanto Fabrizio l'aveva ingaggiato come sicario per ucciderla, e lui aveva fintamente accettato per salvarla. La madre e il figlio della donna, richiamati dalle sue urla, accorrono, e Ricky conficca una freccia nella schiena di Oscar, uccidendolo. Sandra corre ad abbracciare il figlio.